# Parlamentswahl im Kosovo 2019
- VV: 29
- NISMA: 6
- SL: 10
- LDK: 28
- AAK: 13
- PDK: 24
- KV: 2
- KDTP: 2
- Sonst.: 6

Die Parlamentswahl im Kosovo 2019 (albanisch Zgjedhjet e Përgjithshme në Kosovë 2019, serbisch Косовски парламентарни избори 2019 Parlamentarni Izbori na Kosovu 2019) vom 6. Oktober war, seit der Unabhängigkeit, die vierte Wahl des Parlaments der Republik Kosovo. Die Wahl fand statt, da das Parlament als Reaktion auf den Rücktritt des Premierministers Ramush Haradinajs am 19. Juli 2019 in einer Abstimmung am 22. August mit 89 von 120 Stimmen für seine eigene Auflösung stimmte. Damit wurde die VI. Legislaturperiode des Parlaments, welche seit 2017 andauerte, vorzeitig beendet.
Nach mehrmonatigen Verhandlungen trat die neue Regierungskoalition aus der linksnationalen Lëvizja Vetëvendosje! (VV) und der konservativen Lidhja Demokratike e Kosovës (LDK) am 3. Februar 2020 ihr Amt an. Sie wurde am 25. März 2020 per Misstrauensvotum abgewählt. Nach einer Staatskrise inklusive Verfassungsstreit während der Corona-Pandemie 2020 wurde am 3. Juni 2020 das Kabinett Hoti als neue Regierung gewählt. Im Dezember 2020 hat das Verfassungsgericht die Wahl der Regierung für ungültig erklärt, weil daran ein Abgeordneter teilgenommen hatte, der dies aufgrund einer vorherigen Verurteilung eigentlich nicht durfte. Die Regierung erhielt nur aufgrund dessen unrechtmäßiger Stimme die notwendige Mehrheit von 61 Stimmen. Innerhalb von 40 Tagen muss das Parlament neu gewählt werden. Als Termin für die vorgezogene Neuwahl wurde von der Präsidentin der 14. Februar 2021 bestimmt.

## Teilnehmende Parteien
LDK und PDK traten im Gegensatz zur vorherigen Wahl nicht wieder in Bündnissen mit anderen Parteien an, sondern jeweils alleine.

## Ergebnis
Die beiden größten Parteien aus der vormaligen Opposition, VV und LDK, erlangten die meisten Stimmen. Aufgrund von Beschwerden wurde Mitte November entschieden, dass rund 90 % der Stimmen nachgezählt werden müssen.

### Sitzverteilung

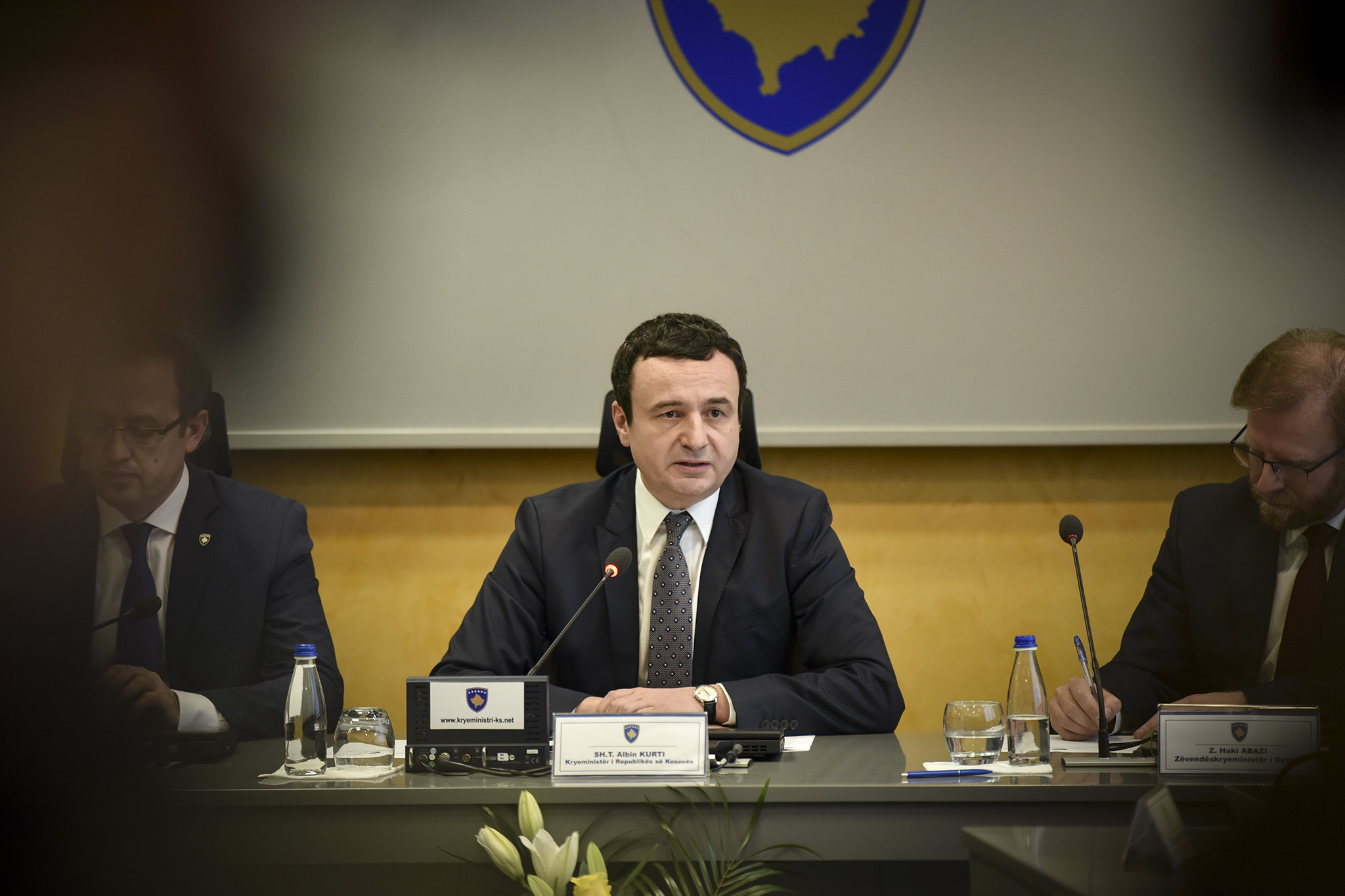
Sieger der Wahl Albin Kurti (LVV)

- VV: 29
- LDK: 28
- PDK: 24
- AAK/PSD: 13
- SL: 10
- NISMA/AKR/PD: 6
- Sonstige: 10

gesamt: 120 Sitze

## Regierungen

### Erste Regierungsbildung
Die Koalitionsgespräche des Vorsitzenden von Lëvizja Vetëvendosje, Albin Kurti, mit Isa Mustafa von der LDK zogen sich über rund vier Monate hin. Mit Beginn Februar 2020 einigten sich VV und LDK mit auf eine Regierungskoalition. Am 3. Februar 2020 ist die neue Regierung Kurti gewählt worden.
Die neue Regierung entschied hierbei die unverhältnismäßig hohe Anzahl an Ministerien deutlich zu reduzieren. Die Regierung Kurti war die erste Regierung ohne Beteiligung der PDK.

### Regierungskrise und Abwahl
Zunächst wurden Entscheidungen der neuen Regierung überwiegend positiv wahrgenommen, wie zum Beispiel die Reduktion der Gehälter aller Minister und Abgeordneten, die von der Vorgängerregierung von Ramush Haradinaj deutlich angehoben worden waren.
Dennoch war die Regierungszeit geprägt von Meinungsverschiedenheiten zwischen dem Präsidenten des Kosovos Hashim Thaçi und dem neugewählten Premierminister Albin Kurti, der mehrfach kritisierte, dass Hashim Thaçi als Präsident nicht die Kompetenzen habe, Verhandlungen über den Kosovo zu führen, sondern in erster Linie eine repräsentative Aufgabe wahrnehme. Weiterhin gab es immer wieder Reibereien zwischen Kurti und dem Sondergesandten der USA Richard Grenell. Nachdem der amtierende Innenminister Agim Veliu von der LDK aufgrund der Covid-19-Pandemie öffentlich den Notstand ausgerufen hatte, wurde dieser von Premierminister Kurti entlassen, weil die Ausrufung des Notstands Panik unter der Bevölkerung verursacht hatte. Die LDK sah dies als Koalitionsbruch an, weil diese Entscheidung ohne Absprache erfolgt war, und reichte in der Folge ein Misstrauensvotum ein.
Am 25. März 2020 stimmten 82 Abgeordnete für das Misstrauensvotum, 32 dagegen und ein Abgeordneter enthielt sich. Hierbei stimmte die gesamte Opposition sowie ein großer Teil der LDK dafür. Unter den Gegnern des Misstrauensvotum war neben der Vetëvendosje unter anderem die Parlamentspräsidentin und Spitzenkandidatin der LDK Vjosa Osmani. In der öffentlichen Wahrnehmung spielte die USA eine entscheidende Rolle beim Regierungssturz. In der Folge behielt Kurti übergangsweise die Rolle des Premierministers.

### Verfassungsstreit
Nach dem Misstrauensvotum gegen die VV-LDK Regierung setzte sich die Vetëvendosje für Neuwahlen ein. Kritiker warfen hierbei vor, dass Neuwahlen während der Corona-Pandemie nur mit großem Aufwand umzusetzen seien. Die LDK hingegen verständigte sich mit den Parteien AAK und Nisma und Vertretern von Minderheiten zu einer Koalition, welche von der AKR und der serbischen Liste gestützt wurde und somit eine knappe Parlamentsmehrheit fand.
Nach einem Urteil des Verfassungsgerichts von 2014 steht es jedoch nur der stimmenstärksten Partei zu, einen Kandidaten für die Wahl des Premierministers vorzuschlagen. Dennoch überreichte der Präsident des Kosovos Hashim Thaçi der LDK das Regierungsmandat, welche eine Wahl am 2. Mai 2020 angekündigt hatten. Kritiker warfen Thaçi Doppelmoral vor, weil dieser nach der Parlamentswahl im Kosovo 2014 selbst eine Regierungsbildung der zweitstärksten Partei verhinderte, das Parlament für knapp sechs Monate blockierte und das Verfassungsurteil von 2014 erst in Gang setzte. Am 1. Mai 2020 verhinderte das Verfassungsgericht die Wahl wiederum mit einem Dekret und räumte eine Frist von einem Monat ein, in der bestimmt werden sollte, ob Thaçis Dekret eine legale Handlung darstelle. Am 1. Juni 2020 bestätigte das Verfassungsgericht, dass Thaçis Dekret mit der Verfassung vereinbar sei und erklärte das eigene Urteil aus 2014 somit für nichtig.

### Zweite Regierungswahl
Am 3. Juni 2020 fand erneut eine Regierungswahl statt. Die LDK schlug auf Andrang des Parteipräsidenten Isa Mustafa den Kandidaten Avdullah Hoti vor. Diese wurde denkbar knapp mit 61 Stimmen bei 24 Gegenstimmen und einer Enthaltung gewählt. Auffällig war, dass die Wahl von vielen Abgeordneten und der Parlamentspräsidentin Vjosa Osmani boykottiert worden war und keine Partei geschlossen für Hoti gestimmt hatte. Der Nisma Abgeordnete Haxhi Shala verkündete ursprünglich nicht für Hoti zu stimmen, änderte seine Meinung jedoch nach einem Besuch von AAK Präsidenten Ramush Haradinaj und dem Präsidenten Hashim Thaçi am Vortag der Wahl. Dieser Besuch wurde von Haradinaj bestätigt.  Hierbei kam der Verdacht auf Shala wurde dazu genötigt für Hoti zu stimmen. Sehr große Kritik fand die Wahl auch deshalb, weil ursprünglich Vjosa Osmani als Spitzenkandidatin der LDK angetreten war und diese eine Zusammenarbeit mit der AAK und Nisma in einem Wahlversprechen abgelehnt hatte. Nach Meinungsumfragen war Osmani zu diesem Zeitpunkt die beliebteste Politikerin im Kosovo. Hierbei steht der Vorwurf im Raum, dass sie zwar sehr viele Stimmen für die LDK gesammelt habe, jedoch später bei keinen Entscheidungen berücksichtigt wurde. Außerdem gelte die neue Regierung als fragil und handlungsunfähig durch die fehlende Mehrheit im Parlament.

### Trivia
- Die Regierung Kurti hatte mit knapp zwei Monaten die kürzeste Amtszeit
- Ein Novum stellte die Regierung Hoti auf, weil kein Parteipräsident der drei Regierungsparteien weder als Minister noch als Premierminister an der Regierung selbst beteiligt war.[22]
- Die Regierung Hoti war die erste Regierung mit einem serbischen Vize-Premierminister. Hoti selbst hatte 2017 verkündet, niemals mit der serbischen Liste zusammenarbeiten zu wollen, weil diese in seinen Augen nicht das Wohlergehen des Landes im Auge haben.[23]
- Hoti ist der Premierminister, welcher mit 61 Stimmen die wenigsten Stimmen bei einer Regierungswahl im Kosovo erhalten hat